# Александрия, Нана Георгиевна
На́на Гео́ргиевна Алекса́ндрия (груз. ნანა გიორგის ასული ალექსანდრია; 13 октября 1949, Поти) — грузинская, ранее советская, шахматистка, гроссмейстер (1976). Заслуженный мастер спорта СССР (1971).

## Биография

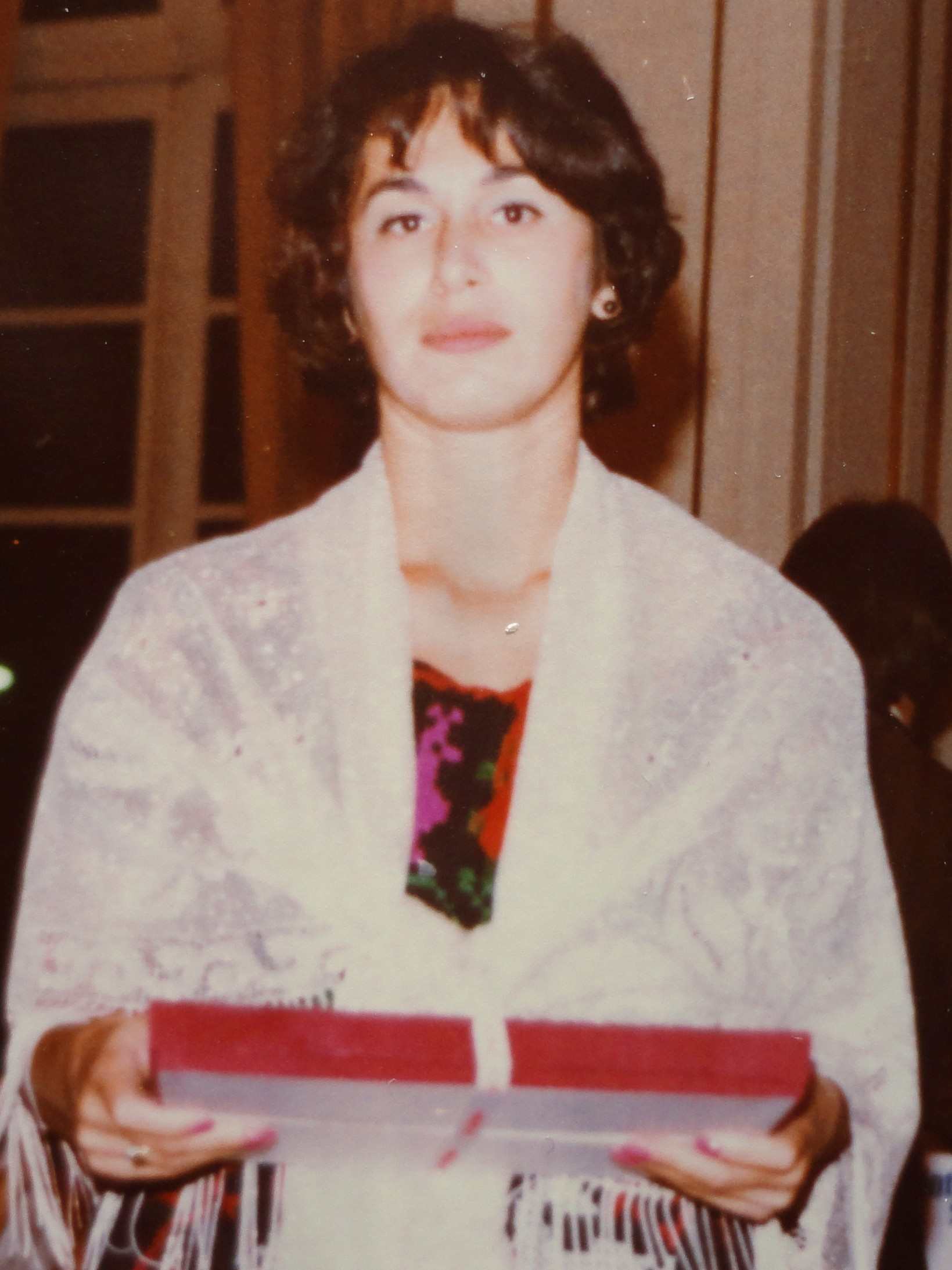
1979 год

Нана Александрия родилась в 1949 году в Поти, по образованию журналистка. Участница двух матчей на первенство мира (1975 и 1981), в обоих матчах проиграла соперницам — Гаприндашвили в Пицунде и Тбилиси и Чибурданидзе — также в столице и на курорте Боржоми. Также Александрия проиграла Чибурданидзе в 1985 г. на первенстве республики.
В 1963 году в возрасте 14 лет дебютировала в чемпионате СССР, став первой в истории самой юной из чемпионок-шахматисток; в 1964 г. — чемпионка Грузинской ССР. Трёхкратная чемпионка СССР (1966, 1968, 1969). Многократная победительница Всемирных олимпиад (1969—1980) в составе сборной СССР. В 1967—1990 годах — участница соревнований на первенство мира. Дважды являлась участницей финальных матчей на первенство мира, но уступила: в 1975 году — Ноне Гаприндашвили (+3 =1 −8), а в 1981 году — Майе Чибурданидзе (+4 =8 −4, Чибурданидзе сохранила звание чемпионки мира). В 1976 году — обладательница титула гроссмейстера. Победительница свыше 20 международных турниров. Тренером Наны Александрии был Вахтанг Карселадзе.
В октябре 1981 г. Нана Александрия была удостоена ордена «Знак Почёта» за заслуги в развитии физической культуры и спорта и выдающиеся достижения в области шахмат.
В Грузии проводятся шахматные турниры, победителям которых вручают Кубок имени Наны Александрия.
Сын Наны Александрии от брака с архитектором Леваном Бокерия — Гига Бокерия, бывший замминистра иностранных дел Грузии.

## Изменения рейтинга
| Графики недоступны из-за технических проблем. См. информацию на Фабрикаторе и на mediawiki.org. |